# Kärrmartorn
Kärrmartorn (Eryngium aquaticum) är en växtart i släktet martornar och familjen flockblommiga växter. Den beskrevs av Carl von Linné 1753.
Arten är en perenn ört som förekommer i norra och östra USA. Den odlas även som prydnadsväxt i andra delar av världen, och har påträffats som förvildad i delar av Kanada samt i Tyskland.

## Varieteter
Arten delas in i följande varieteter:
- Eryngium aquaticum var. aquaticum
- Eryngium aquaticum var. floridanum
- Eryngium aquaticum var. ravenelii